# قمرين (ألبوم)
قمرين هو الألبوم السابع عشر للفنان المصري عمرو دياب، تم إصداره عام 1999.
تضمن الألبوم دويتوهات مع الشاب خالد وأنجيلا ديميتريو.

## قائمة الأغاني
| الرقم | اسم الاغنية | المدة | الشاعر        | الملحن                | الموزع       | ملاحظات              |
| ----- | ----------- | ----- | ------------- | --------------------- | ------------ | -------------------- |
| 1     | قمرين       | 04:26 | محمد رفاعي    | شريف تاج              | طارق مدكور   |                      |
| 2     | أنا         | 04:55 | عبد المنعم طه | عمرو محمود            | طارق مدكور   |                      |
| 3     | قلبي        | 04:23 | مجدي النجار   | شريف تاج - الشاب خالد | فريد عوامر   | (مع الشاب خالد)      |
| 4     | بحبك أكتر   | 03:36 | محمد رفاعي    | شريف تاج              | طارق مدكور   | (مع أنجيلا ديميتريو) |
| 5     | بتوحشني     | 03:49 | عادل عمر      | إبراهيم فهمي          | حميد الشاعري |                      |
| 6     | ولسّا بتحبه  | 04:41 | أيمن بهجت قمر | وليد سعد              | حميد الشاعري |                      |
| 7     | خليك فاكرني | 03:27 | عادل عمر      | عمرو مصطفى            | طارق مدكور   |                      |
| 8     | حكاياتي     | 03:56 | أيمن بهجت قمر | عمرو دياب             | طارق مدكور   |                      |